# La guerra di domani (film 2021)
La guerra di domani (The Tomorrow War) è un film del 2021 diretto da Chris McKay.

## Trama
Nel dicembre 2022, Dan Forester, un insegnante di biologia ed ex Berretto Verde, non riesce ad essere assunto a un prestigioso centro di ricerca. Durante la trasmissione della finale dei Mondiali di calcio, si apre in mezzo al campo un varco temporale da cui fuoriescono dei soldati provenienti dall'anno 2051, che lanciano in diretta internazionale un avvertimento: l'umanità, nel futuro dal quale provengono, è sull'orlo dell'estinzione a causa di una guerra contro invasori alieni. Questi ultimi arriveranno sulla Terra nel novembre 2048 e uccideranno il 99,99% della popolazione globale entro tre anni (si dice che i sopravvissuti ammontano a circa mezzo milione di individui). Per cercare di scongiurare la minaccia, forze armate di tutto il mondo vengono inviate nel futuro tramite una tecnologia denominata "cronotrasporto" per un servizio di sette giorni, sebbene solo il 30% sopravviva, causando proteste e rivolte. La guerra diventa ormai un argomento quotidiano e i vari governi mettono da parte le divergenze promettendo una notevole somma a chi si arruola, sia in caso riesca tornare o come risarcimento alle famiglie.
Dan viene arruolato forzatamente e gli vengono concesse ventiquattr'ore per salutare i familiari, pena il carcere se proverà a fuggire. Sua moglie Emmy lo convince a fare visita a suo padre James, un ingegnere meccanico cospirazionista, per chiedergli aiuto a rimuovere il bracciale che permette al governo di rintracciarlo, così da poter disertare. Successivamente, però, Dan cambia idea e rifiuta l'aiuto del padre, a causa dell'astio che prova verso quest'ultimo, ed è dunque costretto ad arruolarsi. Dan e gli altri coscritti ricevono un sommario e rapido addestramento di base, a seguito di cui fa amicizia con un ricercatore di nome Charlie. I due deducono che le persone reclutate saranno già morte prima dell'inizio della guerra, in quanto quarantenni, mentre quelli venuti dal futuro non sono ancora nati, in quanto appena ventenni, così da evitare un paradosso.
Le reclute vengono inviate nel futuro a combattere a Miami Beach, ma molti di loro muoiono durante il "salto" a causa di un malfunzionamento. Il comandante "Romeo", in contatto radio con i "cronotrasportati", ordina a questi ultimi di salvare il personale del laboratorio vicino, prima che l'area venga distrutta con dei bombardamenti così da neutralizzare gli alieni presenti. Scoprono che il personale è già stato ucciso dalle "Idre bianche", ma recuperano i risultati delle loro ricerche. Durante l'evacuazione, inseguiti dai famelici alieni, quasi tutti i soldati rimangono uccisi prima dell'estrazione: sopravvivono soltanto Dan, Dorian — un agguerrito ed esperto soldato con altri salti temporali alle spalle — e Charlie.
I tre si risvegliano in un accampamento militare nella Repubblica Dominicana; Dan fa rapporto al colonnello del Commando "Romeo", il cui vero nome è Muri Forester, e realizza che è sua figlia nel futuro. La ragazza chiede al padre di accompagnarla in una missione per catturare un esemplare femmina di "Idra bianca", le quali sono protette dai maschi, così da poter svolgere sulla femmina esperimenti che possano portare all'uccisione di tutte le "Idre", nell'ultimo bombardamento hanno ucciso solo i maschi. Riescono con difficoltà nella missione, ma ciò porta centinaia di maschi ad attaccare la loro postazione: mentre un elicottero con la femmina in gabbia si allontana, Dan e Muri riescono a fuggire su un humvee. La donna, prima che vengano tratti in salvo, rivela al padre che nel suo passato, egli era diventato insoddisfatto della sua vita, a tal punto da abbandonare moglie e figlia, per poi morire in un incidente d'auto del 2030. Dan è convinto che ciò non succederà e promette a Muri di rimanere con la sua famiglia. I due si dirigono con la femmina a una piattaforma petrolifera fortificata vicino a Port Nelson. Lì, dove si trova anche la struttura per il "cronotrasporto" indietro nel tempo, Muri crea una tossina in grado di uccidere tutti gli alieni, ma questi ultimi, per liberare la femmina incatenata, invadono la base e Muri perde la vita nel momento in cui le 168 ore nel futuro di Dan scadono e quest'ultimo viene trasportato nuovamente nel 2022. L'uomo torna indietro con la tossina in una provetta, lasciatagli dalla figlia come ultima promessa (non potendo replicarla nel futuro), ma il passaggio temporale viene distrutto assieme alla base: l'opinione pubblica interpreta ciò come il segno che la guerra del futuro è stata ormai persa dagli umani.
Dan, una volta a casa, segnato da quello a cui ha assistito e sotto gli effetti dello stress post-traumatico, parla con Emmy di ciò che ha visto. La moglie suppone che gli alieni potrebbero essere arrivati sulla Terra precedentemente al 2048 (nessun satellite ha tracciato l'astronave) e potrebbero essersi trovati lì già da molto prima. Dan si consulta con Charlie (il quale rinviene tracce di cenere di una nube piroclastica in un artiglio alieno che Dorian tiene come trofeo) e Martin, un suo studente appassionato di vulcani; insieme teorizzano che le creature si trovassero sul pianeta, in particolare nell'arcipelago Severnaja Zemlja, prima dell'anno 946 (eruzione del Changbai) e sono usciti dai ghiacci delle calotte polari a causa del riscaldamento globale nel 2048. Il governo si rifiuta di utilizzare le risorse militari su suolo russo per dimostrare tale ipotesi, quindi Dan conduce personalmente la missione con una squadra composta da lui, Charlie, Dorian, alcuni soldati del futuro superstiti (ormai bloccati nel passato) e suo padre in qualità di pilota d'aereo: l'obiettivo è iniettare la tossina agli alieni, così da scongiurare la guerra futura.
Il gruppo trova un'astronave aliena sepolta in un ghiacciaio grazie ad anomalie elettromagnetiche sui rilevatori e discute se sia il caso di raccontare al mondo il problema, oppure se porre fine alla minaccia da soli. Prevale la seconda opzione ed entrano quindi nella navicella. Si rendono conto così che le "Idre bianche" sono il carico dell'astronave: gli alieni tecnologicamente avanzati alla guida del velivolo avevano portato con sé centinaia di sacche amniotiche, nelle quali le "Idre" si trovavano in uno stato letargico, pronte al risveglio a divenire un'arma di distruzione di massa, il gruppo sospetta che l'invasione non era intenzionale. La squadra inietta la tossina in alcune delle creature dormienti, ma il resto della colonia si sveglia, uscendo dalle sacche ed uccidendo gran parte della squadra. Dorian, una volta che Dan, suo padre e Charlie sono usciti dal perimetro del veicolo spaziale, si fa esplodere, eliminando quasi tutte le "Idre", tranne una di sesso femminile che viene infine uccisa da Dan e James, iniettandole la tossina dopo un duro scontro .
Lieto di sapere che la guerra è stata scongiurata e che l'umanità è salva, Dan porta il padre a casa per fargli incontrare sua moglie e sua figlia, pronti finalmente per un nuovo inizio.

## Produzione
Nel febbraio 2019 viene annunciato il progetto, inizialmente intitolato Ghost Draft, con protagonista Chris Pratt e Chris McKay alla regia. Nel novembre 2019 viene cambiato il titolo in The Tomorrow War.
Le riprese del film, iniziate il 1º settembre 2019 e terminate il 12 gennaio 2020, si sono svolte tra Lincolnton, Atlanta e Islanda.
Il budget del film è stato di 200 milioni di dollari.

## Promozione
Il primo teaser trailer del film viene diffuso il 28 aprile 2021, mentre il giorno precedente sono state diffuse le prime immagini promozionali. Il 26 maggio 2021 viene diffuso il primo trailer esteso.

## Distribuzione
Il film, inizialmente previsto per il 25 dicembre 2020, è stato posticipato a causa della pandemia di COVID-19 e distribuito a partire dal 2 luglio 2021 su Prime Video, che ha acquistato i diritti di distribuzione del film per 200 milioni di dollari.

### Divieti
Negli Stati Uniti il film è stato vietato ai minori di 13 anni non accompagnati per la presenza di "sequenze d'azione violenta e fantascientifica, linguaggio e riferimenti non adatti".

## Riconoscimenti
- 2022 - Annie Award[12]
  - Candidatura per la miglior animazione dei personaggi in un film live action
- 2022 - Satellite Award[13]
  - Candidatura per i migliori effetti visivi a James E. Price, Randall Starr, Sheldon Stopsack, Carmelo Leggiero e JD Schwalm